# إرلينغ اولسن (سياسي)
إرلينغ اولسن هو اقتصادي وسياسي دنماركي، ولد في 18 أبريل 1927 في كوبنهاغن في الدنمارك، وتوفي في 27 يونيو 2011. نشط حزبياً في الحزب الاشتراكي الديمقراطي.

## مناصب
- انتخب عضو فولكتنغ [الإنجليزية]‏ عن دائرة Eastern Copenhagen constituency  [لغات أخرى]‏ وقد انضم خلال فترته النيابية ‏ للكتلة البرلمانية الحزب الاشتراكي الديمقراطي.
- انتخب نائب عن الجمعية البرلمانية لمجلس أوروبا  [لغات أخرى]‏ لترشحه ضمن قائمة الدنمارك، (3 نوفمبر 1964 – 26 سبتمبر 1966).
- انتخب عضو فولكتنغ [الإنجليزية]‏ عن دائرة Eastern Copenhagen constituency  [لغات أخرى]‏ وقد انضم خلال فترته النيابية ‏ للكتلة البرلمانية الحزب الاشتراكي الديمقراطي.
- انتخب وزير العدل [الإنجليزية]‏ (29 مارس 1993 – 27 سبتمبر 1994).